# Nußdorf am Attersee
Nußdorf am Attersee là một đô thị thuộc huyện Vöcklabruck thuộc bang Oberösterreich, Áo. Đô thị Nußdorf am Attersee có diện tích 27 km², dân số thời điểm năm 2006 là 1099 người.